# Hemiceras plana
Hemiceras plana är en fjärilsart som beskrevs av Butler 1879. Hemiceras plana ingår i släktet Hemiceras och familjen tandspinnare. Inga underarter finns listade i Catalogue of Life.